# Sarre (Italie)
Pour les articles homonymes, voir Sarre.
Sarre est une commune italienne de la Vallée d'Aoste.

## Géographie

Localisation de la commune de Sarre à l'intérieur de la Vallée d'Aoste.

## Histoire
Le territoire de Sarre fut sans doute habité dès l'âge du bronze.
Des traces d'établissement préhistoriques ont été retrouvées près de Ville-sur-Sarre, à 1 205 mètres d'altitude, et lors des travaux d'élargissement du cimetière communal, en localité Saint-Maurice, en dessous d'un édifice médiéval situé en position dominante. D'autres sites semblables se formèrent pendant la seconde moitié de l'âge du fer au pied des montagnes valdôtaines, le long de la route des Gaules.
L'abandon de ces sites paraît coïncider avec la fondation d'Augusta Praetoria, de nos jours Aoste. En 1998, une pierre milliaire a été découverte à Sarre indiquant la distance entre Aoste et Lyon, 200 milles, aussi bien qu'une colonne en travertin, dédiée aux empereurs Constantin et Licinius.
Au Moyen Âge, le territoire de Sarre faisait était une propriété des seigneurs de Bard. Jacques de Bard, souche de la Maison de Sarre, fit commencer les travaux de construction du château royal en 1242. Le château devint en 1869 la maison de chasse du roi Victor-Emmanuel II, surnommé "Le Roi chasseur" en raison des spectaculaires parties de chasse dans les vallées de Cogne, de Rhêmes et au Valsavarenche, aujourd'hui territoires du Parc national du Grand-Paradis.
En 1783, la commune fut divisée en deux paroisses, celle de Saint-Maurice et celle de Saint-Eustache, correspondant à une division administrative en deux communes, Chésallet et Sarre. En 1799, elles furent réunies sous la dénomination Sarre-Chésallet.
En 1849, le Charles-Albert, après la défaite de Novare, abdiqua en faveur de son fils Victor-Emmanuel II et devint comte de Sarre.
Pendant la période fasciste, la circonscription municipale de Sarre fut rattachée à celle d'Aoste. Elle fut restaurée le 30 avril 1946 par un décret du président du Conseil de la Vallée d'Aoste.

## Monuments et lieux d'intérêt
- Le château royal de Sarre, au lieu-dit Lalex ;
- La maison forte Arensod, qui appartint aux nobles de Arenso ou aux de Thora. Elle est citée par Jean-Baptiste de Tillier, alors que l'historien valdôtain contemporain André Zanotto ne la localise pas et aucune nouvelle actuelle n'a été confirmée ;
- La tour de Chésallet.

## Personnalités liées à Sarre
- Venance Bernin - poète en patois valdôtain.
- René-Laurent Vuillermoz - biathlète
- Richard Vuillermoz - skieur de fond
- Nathalie Viérin - joueuse de tennis

## Galerie de photos

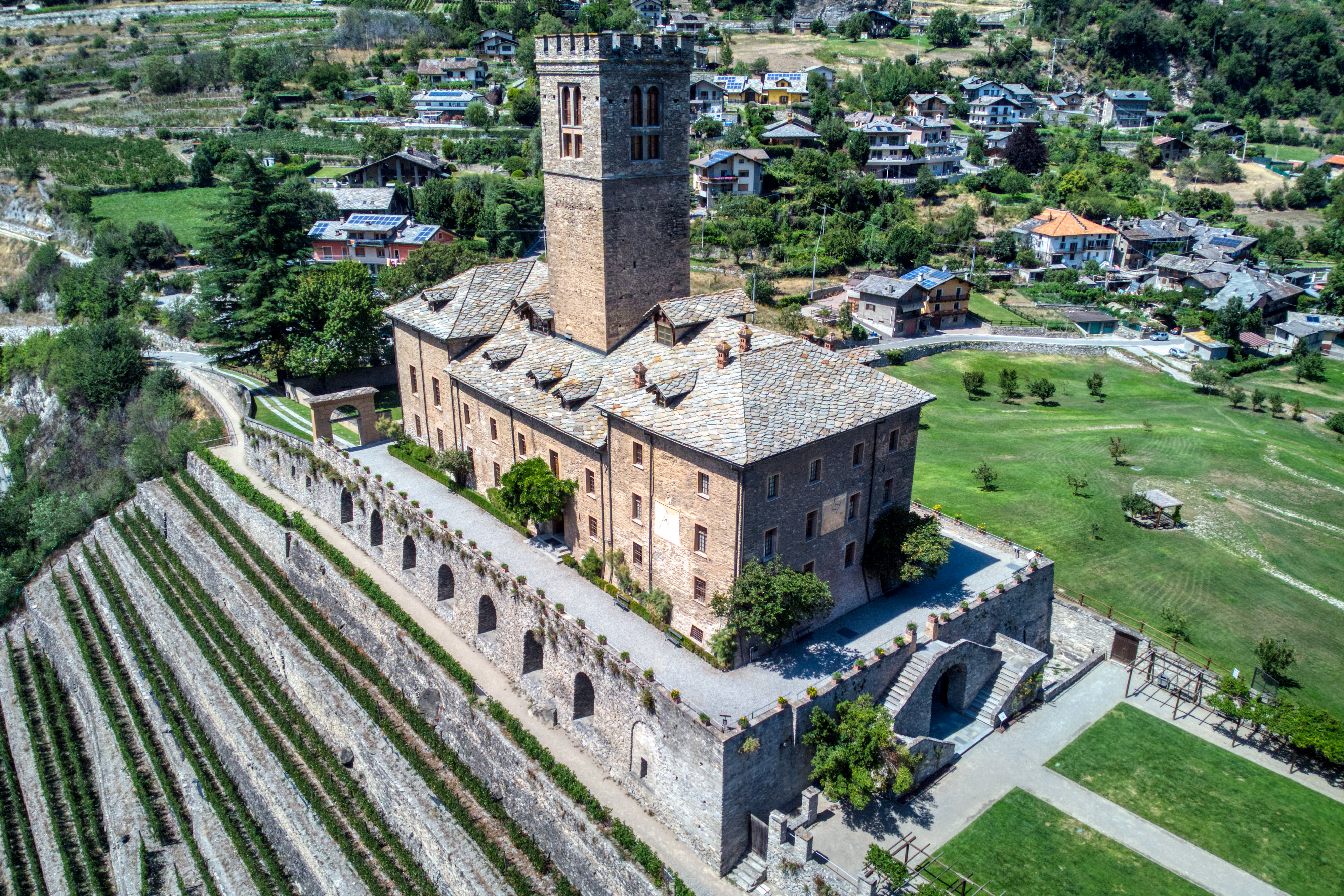
Le château royal de Sarre.
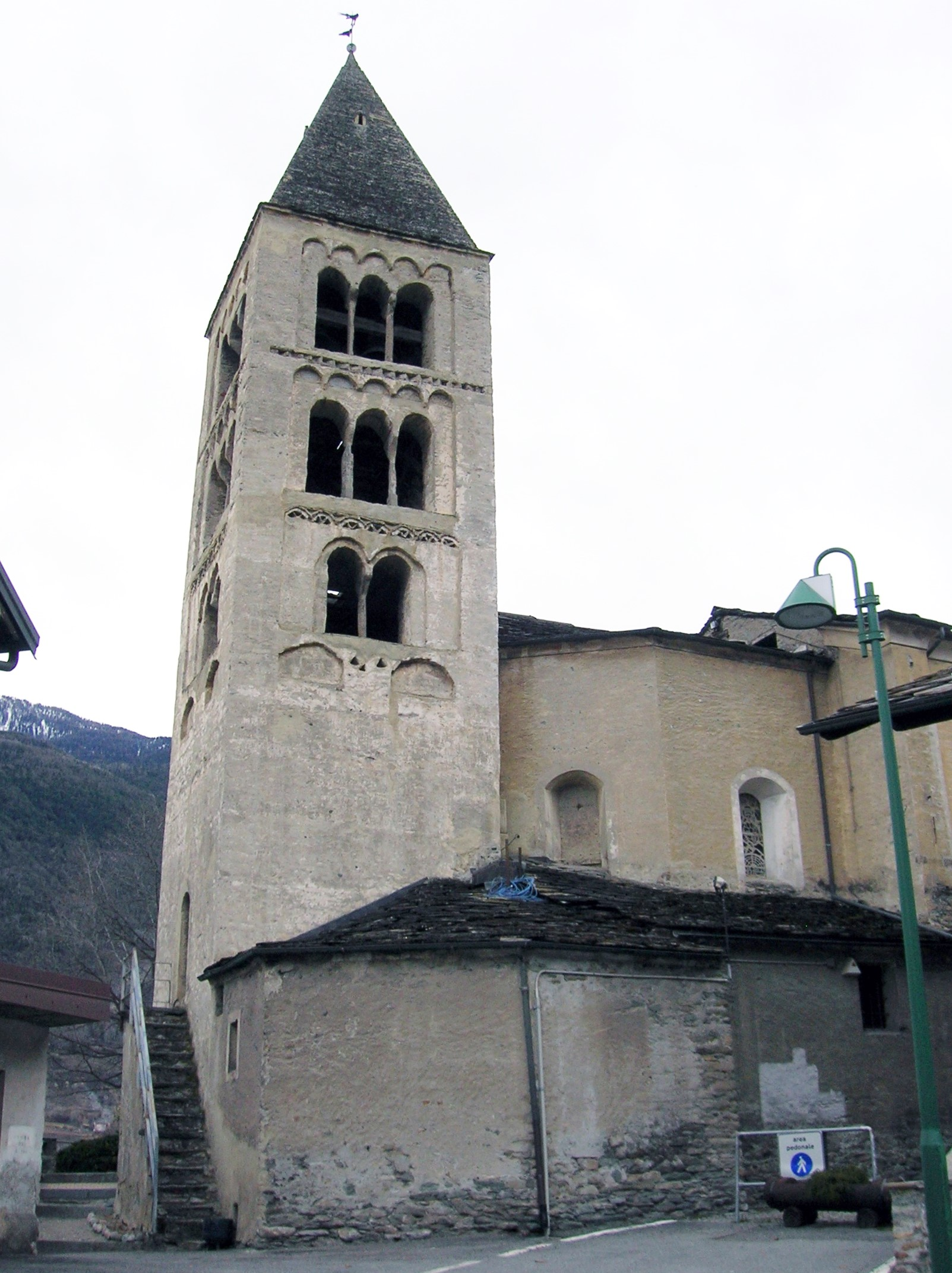
Le clocher de l'église paroissiale Saint-Maurice.
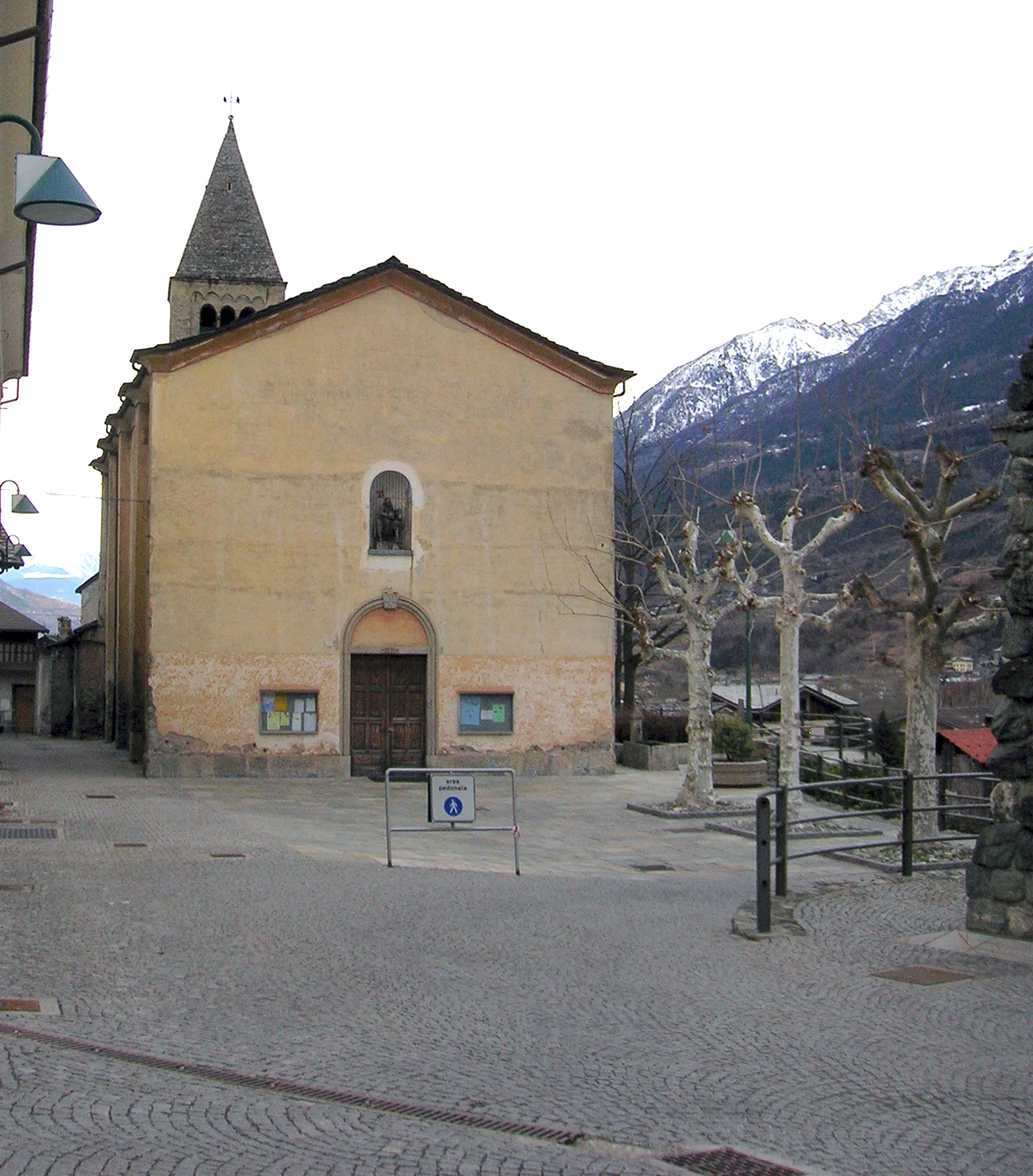
Façade de l'église paroissiale Saint-Maurice.
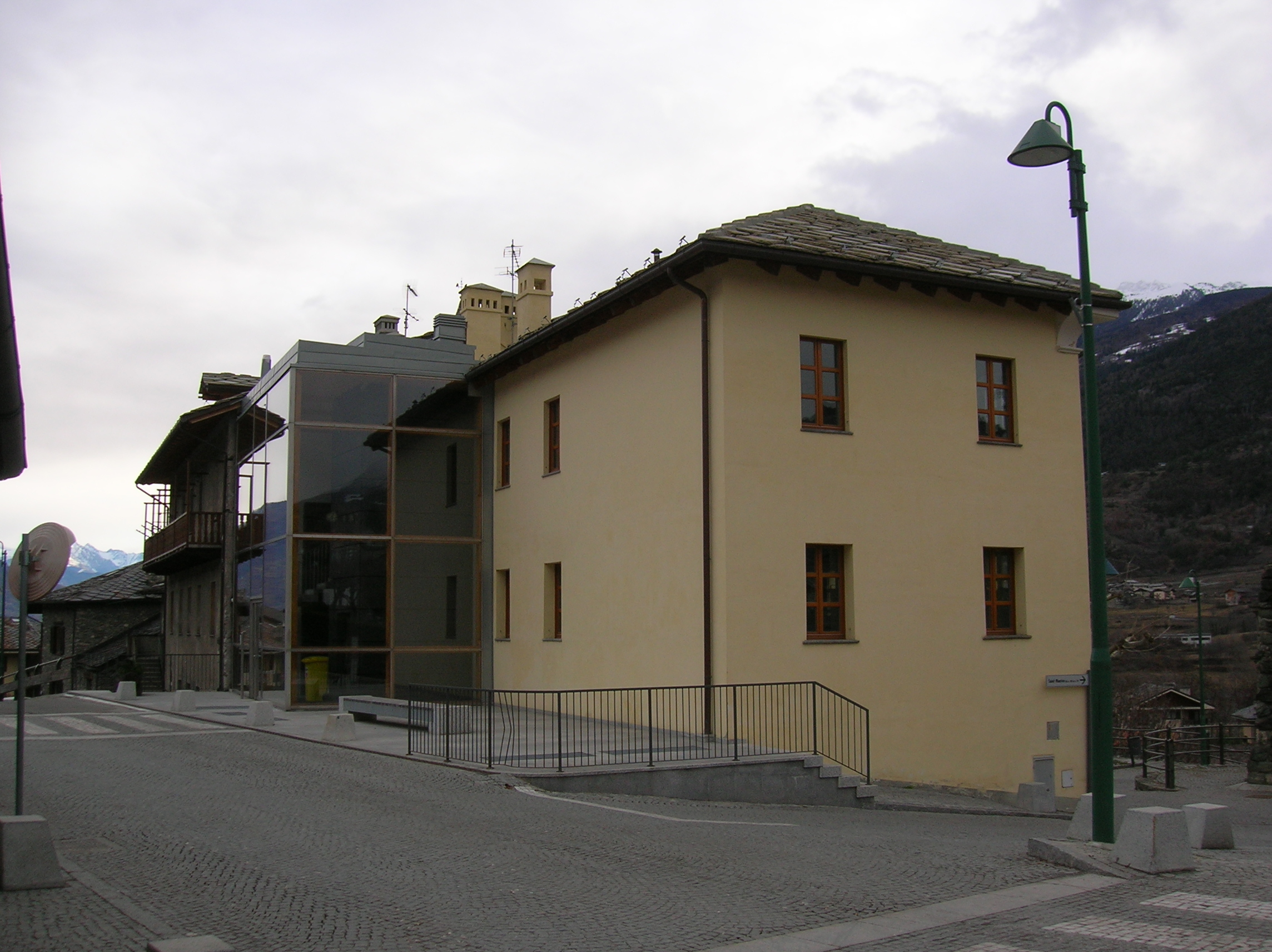
La bibliothèque communale à Saint-Maurice.

## Économie
Sarre fait partie de l'unité des communes valdôtaines du Grand-Paradis.

## Transport

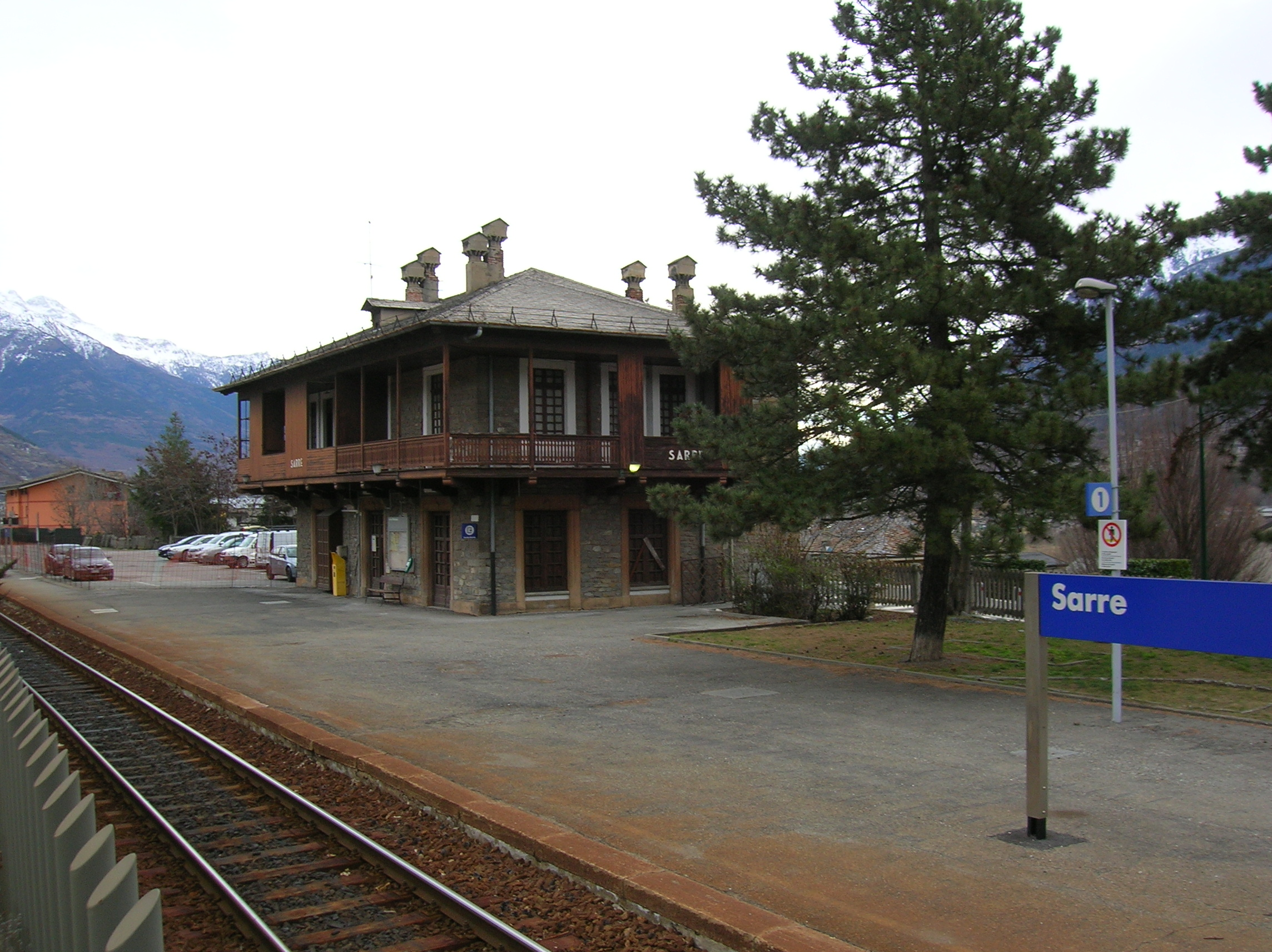
La gare de Sarre.

Sarre dispose d'une gare ferroviaire située à Tissoret, sur la ligne Aoste - Pré-Saint-Didier. Le bâtiment s'inspire à l'architecture de L'Ôla, la grange du château d'Introd, comme toutes les gares ferroviaires de la haute Vallée d'Aoste.

## Sport

### Sports traditionnels
Dans cette commune se pratiquent le fiolet et la rebatta, deux des sports traditionnels valdôtains.

### Escalade
Non loin du château royal de Sarre se situe le Toit de Sarre, un mur d'escalade à 45° créé par Alberto Gnerro, avec des parcours parmi les plus difficiles d'Italie.

### Football
La société de football de Sarre se nomme Association football amateurs Real Sarre, évoluant en première catégorie. Le Real Sarre dispute ses matchs au stade d'Agnesod (2000 places).

## Administration
| Période                                  | Période     | Identité         | Étiquette        | Qualité |
| ---------------------------------------- | ----------- | ---------------- | ---------------- | ------- |
| 9 mai 2005                               | 24 mai 2010 | Diego Empereur   |                  | Syndic  |
| 24 mai 2010                              | 9 mai 2015  | Roberto Vallet   | Union valdôtaine | Syndic  |
| 10 mai 2015                              | En cours    | Massimo Pépellin | Liste civique    | Syndic  |
| Les données manquantes sont à compléter. |             |                  |                  |         |

### Hameaux
Les hameaux de la commune de Sarre se divisent en trois zones : 
- Hameaux de la zone de Sarre (partie centrale) : Arensod, Bellair, Bellun, Blassinod, Charbonnière, Clut, Crou-Pernet, Fachet, Fochat, Grand-Cré, Janin, La Fontaine, La Gorettaz, Lalex, Maillod, Moulin, Pertusat, Petit-Cré, Rovine, Sainte-Hélène, Saint-Maurice, Thouraz, Tissoret (chef-lieu), Vareille, Vert ;

- Hameaux de la zone de Chésallet (partie basse, vers la Doire Baltée) : Angelin, Baravod, Bétende, Beuvé, Challançon, Champlan, Clou, Conclonaz, Condemine, Creutzet, Fareur, La Grenade, Lalaz, La Remise, Mondache, Montan, Oveillan, Palue, Péravère, Piolet, Pléod, Poinsod, Pont d'Avisod, Rigollet, Ronc, Rovarey, Salée, Tissière ;

- Hameaux de la zone de Ville-sur-Sarre (partie haute) : Caillod, La Cort, Lein, Moulin, Remondet

### Communes limitrophes
Aoste, Aymavilles, Gignod, Gressan, Jovençan, Saint-Pierre

## Jumelage
La Turbie (France)